# Thripadectes rufobrunneus
Thripadectes rufobrunneus е вид птица от семейство Furnariidae.

## Разпространение
Видът е разпространен в Коста Рика и Панама.